# Acontia redita
Acontia redita är en fjärilsart som beskrevs av Druce. Acontia redita ingår i släktet Acontia och familjen nattflyn. Inga underarter finns listade i Catalogue of Life.